# Aliona Lesnicenco
Aliona Lesnicenco (în ucraineană Альона Лесніченко; n. 12 februarie 1980, Vinnîțea, RSS Ucraineană, URSS) este o pictoriță ucraineană. Este membră a Uniunii pictorilor din Ucraina, filiala din regiunea Vinnița.